# Into the Fire (canción de Bryan Adams)
«Into The Fire» es una canción del cantautor canadiense Bryan Adams es cual es publicado en el álbum homónimo de 1987. 
Fue publicado como segundo track del álbum y tiempo después lanzado como quinto sencillo de ese mismo disco
- Datos: Q5919269